# Sevinjik Bahadur
Sevinjik Bahadur (segles XIV-XV) fou un amir mongol al servei de Tamerlà
A finals de 1383 fou designat per Tamerlà per acompanyar al seu fill Miran Shah durant la campanya de Zamindawar. El 1384 en la campanya de Gurgan i Mazanderan, l'avantguarda de Timur anava manada per Mubashir Bahadur, Shaikh Ali Bahadur, Sevinjik Bahadur i altres. i es va topar amb la d'Amir Wali ibn Ali Hindu a un lloc anomenat Giaukerch. Mubashir va resultar greument ferit en el combat, però tot i així va carregar i va encaminar la victòria.
A la primavera de 1389 es va reprendre la lluita contra forces de Toktamish; les tropes timúrides, vingudes de totes les províncies, van construir un pont al riu Sihun (març de 1389) i l'avantguarda fou posada sota comandament del príncep Timur Kutluq (fill d'Urus Khan i enemic de Toktamish) i dels amirs, Sevinjik Bahadur i Osman Bahadur. Van buscar a l'enemic i en van trobar algun grup dispers al que van atacar i van matar alguns però bona part es va salvar creuant el riu Artsh, afluent del Sihun.
El 1393 Sevinjik Bahadur, Timur Khoja (fill d'Ak Bugha) i Mubashir Bahadur amb un cos d'exèrcit van penetrar profundament al país kurd. Fars i l'Iraq Ajamita van ser assignats al príncep Umar Xaikh (abans governador d'Andijan) i com a consellers d'estat es van assignar els amirs Birdi Beg, Sar Bugha, Sirek Jaku, Umar Muayid i Sevinjik Bahadur. Umar Xaikh el va nomenar governador de Fars quan va marxar cap al Diyar Bakr cridat pel seu pare; la primera tasca de Sevinjik fou restaurar la fortalesa de Fahandir o Quhandiz que havia estat destruïda pel muzaffàrida Shah Shuja. La mort d'Umar Xaikh va venir poc després. Va restar agregat al nou virrei Pir Muhammad ibn Úmar Xaykh, i quan aquest va rebre ordre d'anar a Shaki (1364) i va sortir de Fars, va deixar el govern en mans de Sevinjik Bahadur, Hassan Jagadul i Ali Beg ibn Aissa. El 1396 Sevinjik Bahadur fou cridat a la cort imperial
El 1399 el príncep Rustem ibn Úmar Xaykh i els amirs Sevinjik Bahadur i el seu nebot Hassan Jandar, amb els seus homes, van marxar cap a Bagdad, passant per Behbehan i Shushtar. En la campanya de Síria Timur va enviar als prínceps Abu Bakr ibn Miran Shah i Pir Muhàmmad ibn Úmar Xaykh amb els amirs Sulayman Shah i Sevinjik Bahadur, cap a Hama; es van apoderar de la ciutat però no van poder ocupar la fortalesa perquè era molt forta. Des de Baalbek, Tamerlà va enviar a trenta mil homes a Damasc, manats per Sevinjik i Shaikh Nur al-Din.
El 1403 Tamerlà va donar el govern de l'Iraq Arabí incloent Wasit i Bàssora (i amb les seves dependències de Kurdistan, País Oirat, Mardin i Diyarbakir) al príncep Abu Bakr ibn Miran Shah, amb l'encàrrec de recuperar i restaurar Bagdad; li va assignar diversos grans amirs, entre els quals a Sevinjik Bahadur. A la batalla de Sib contra Kara Yusuf Kara Koyunlu, aquest fou derrotat i es va haver de retirar (1403) sent l'heroi de la batalla Sevinjik. El 1404 va anar a la campanya de Gilan amb Abu Bakr. El 1404 el seu fill Shalveli, junt amb altres amirs, va participar en la repressió dels kara tàtars i van fer una matança de rebels a Damghan i a la rodalia (uns tres mil morts). El 1404 encara va participar en la campanya de Rustumdar per localitzar i arrestar a Iskandar-i Shaykhi.
No consta la data de la seva mort però segurament ja no va viure gaires anys mes.